# ジーユー

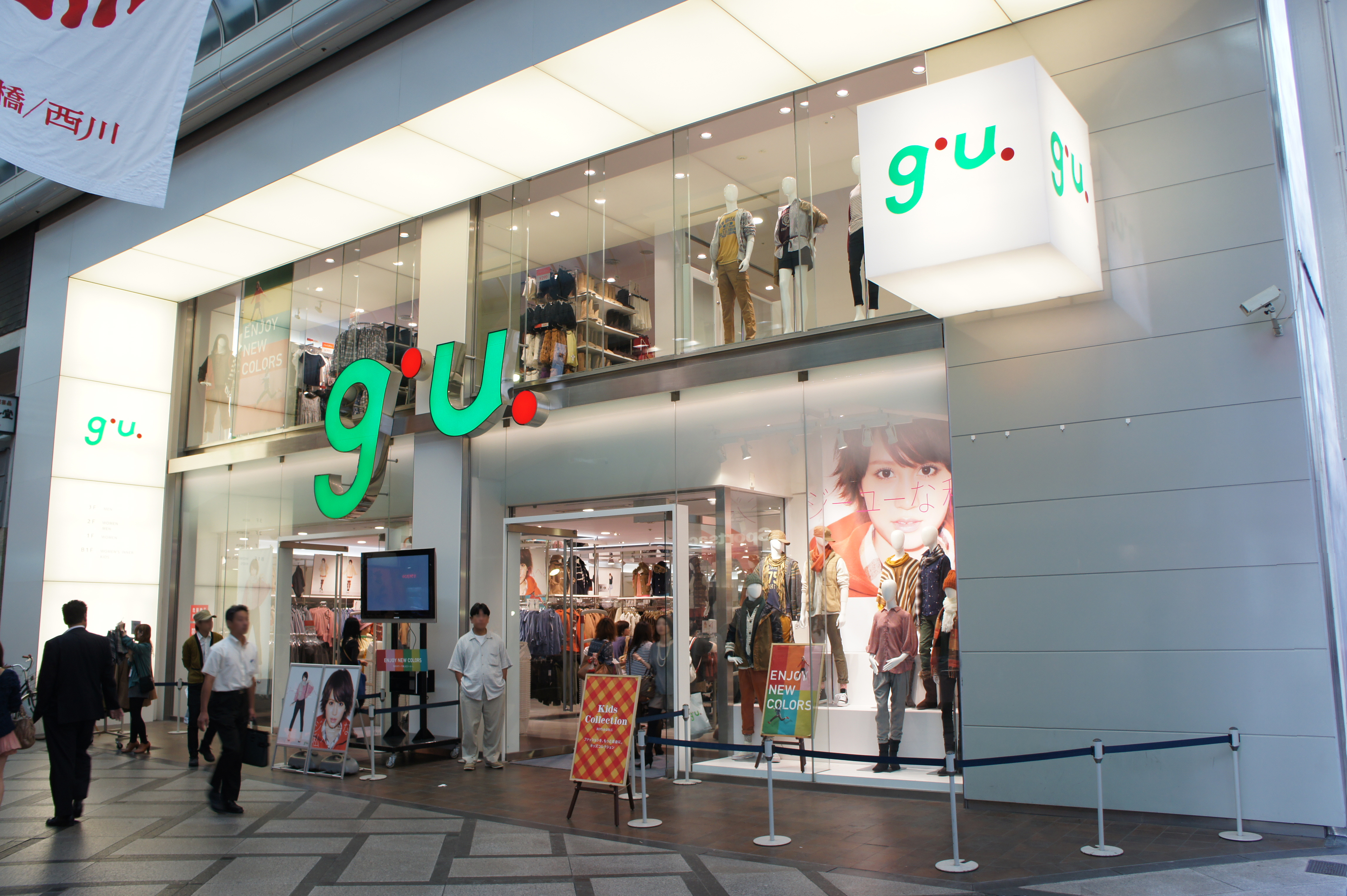
旗艦店（旧ロゴ時代）
心斎橋店

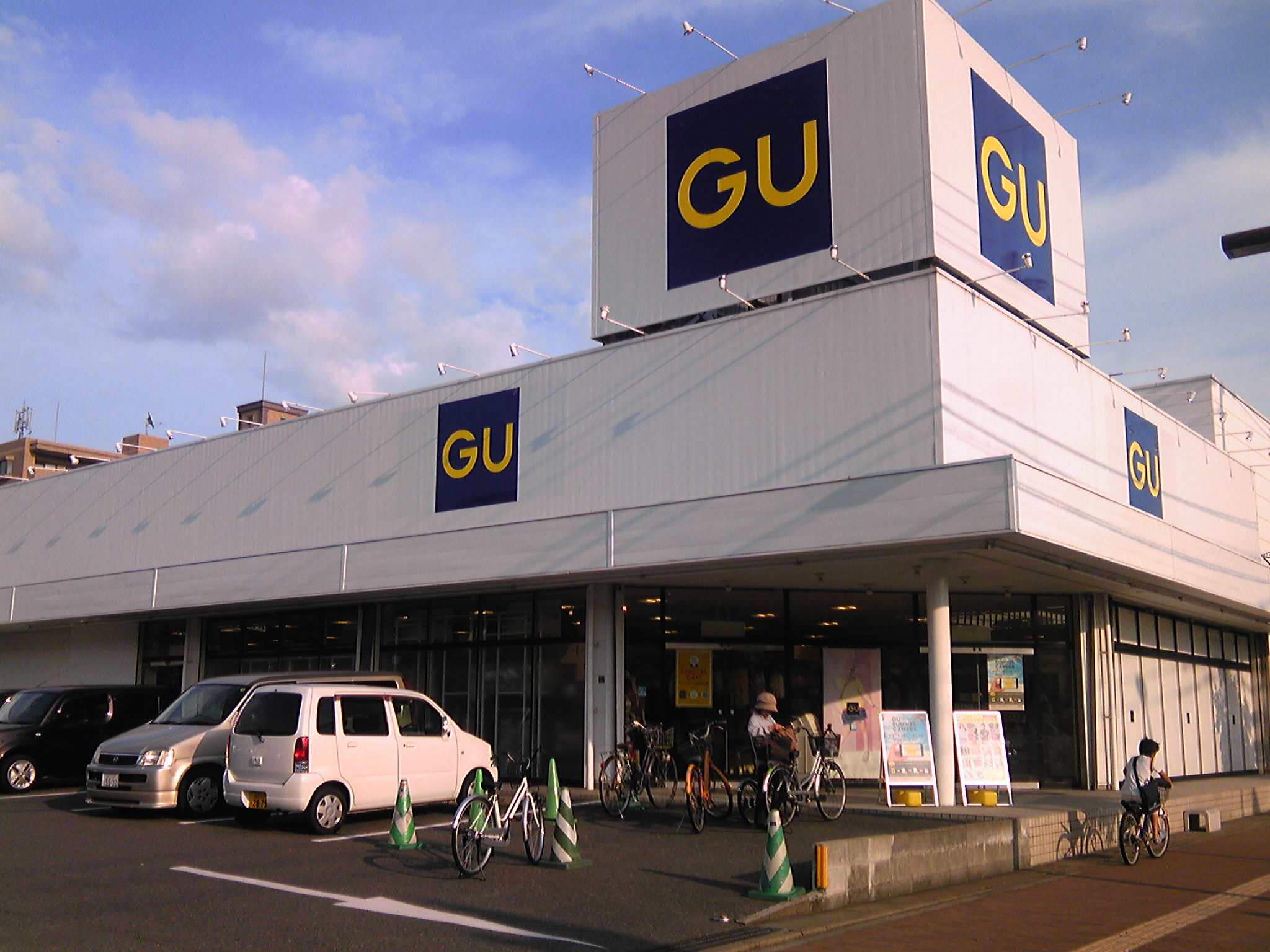
郊外型店舗（新ロゴ）
姪浜店（現：SHOT姪浜店）

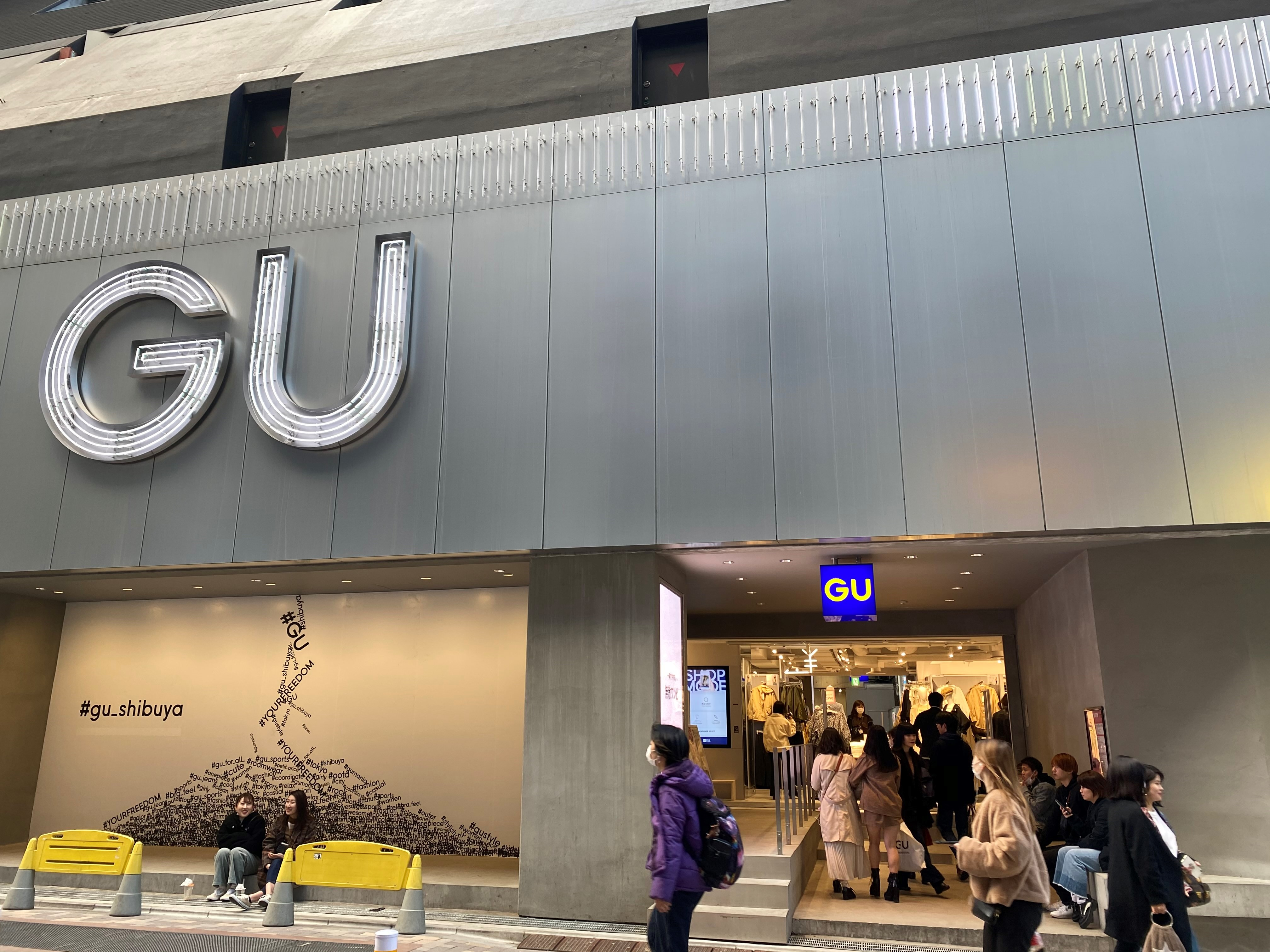
都市型店舗
渋谷店

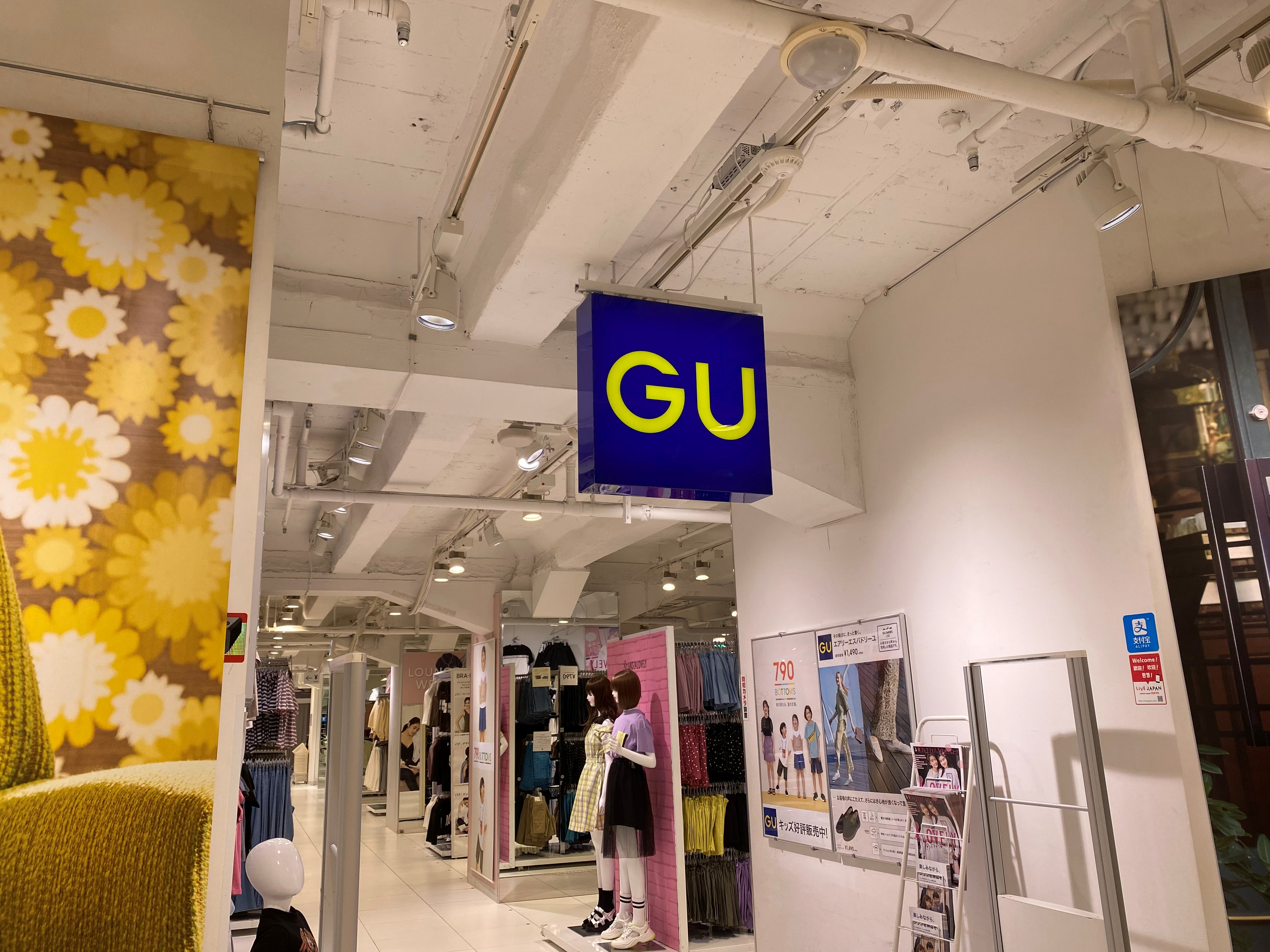
複合型店舗
ジーユー ビックロ新宿東口店

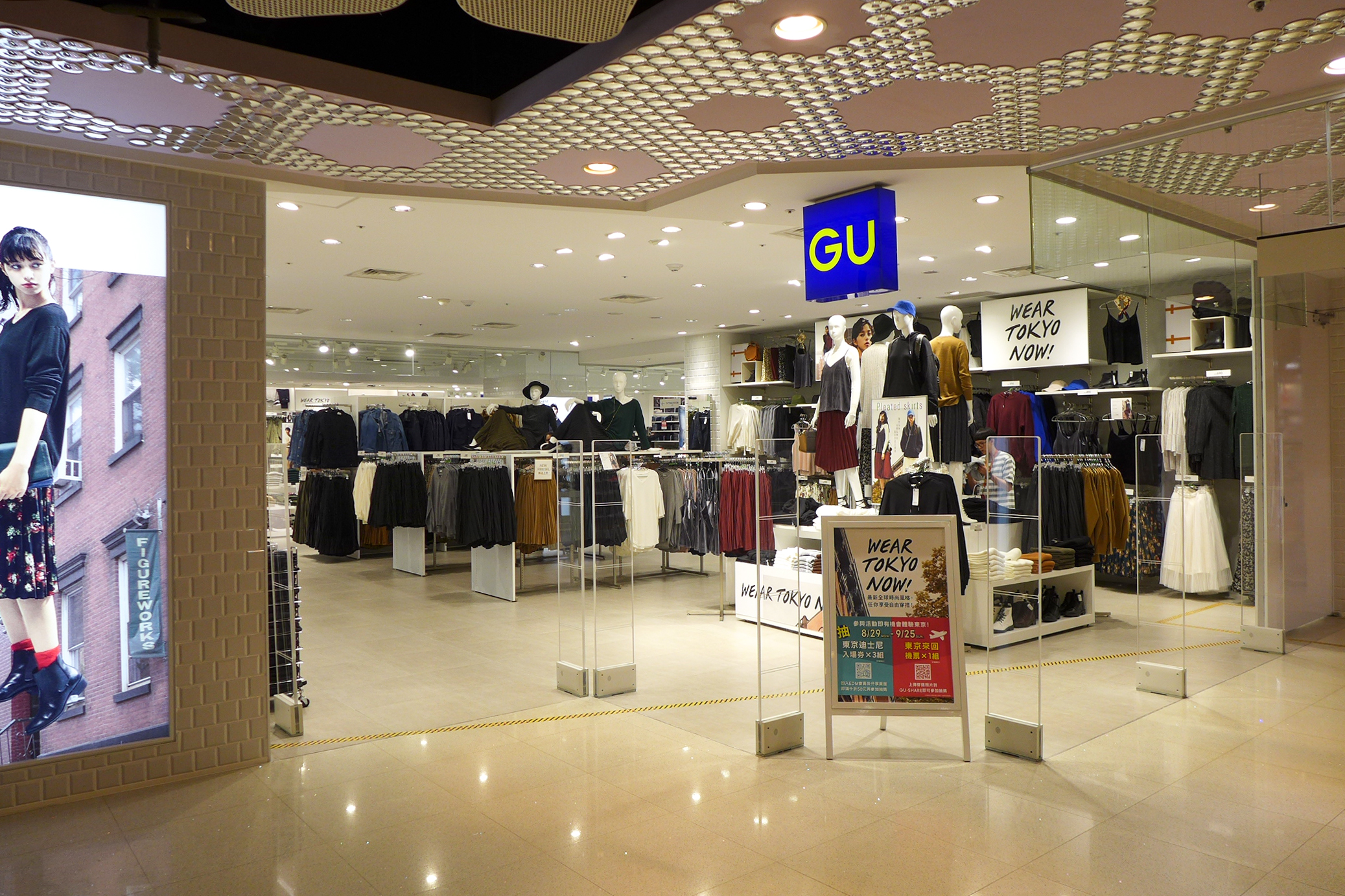
海外の店舗
台北ATT4FUN店（台湾）

株式会社ジーユー（英: G.U. CO., LTD.）は、国内外でファストファッションブランド「GU」を手がける衣料品の製造小売業 (SPA)を営む日本の株式会社。ファーストリテイリングの完全子会社。
2011年8月までの旧商号は株式会社GOVリテイリング。

## 来歴

### g.u.事業の発足
ジーユー (g.u.) は、元はユニクロを展開しているファーストリテイリング（FR社）とダイエーの業務提携により、FR社の主力ブランドであるユニクロのノウハウを生かしつつ、ユニクロよりさらに低価格なカジュアル衣料品を販売する新ブランドとして、2006年に立ち上げられたものである。
ブランド名は「ファッションを、もっと自由に。」というコンセプトに由来するもので、ユニクロの7割程度の価格帯を設定しつつファッション性を重視した店舗構成を目指した。2006年10月13日にダイエー南行徳店（千葉県市川市、現SOCOLA南行徳）に1号店をオープンさせ、1年間で50店舗の出店を強行するも、当初はユニクロのようなSPA業態ではなくOEM商品が中心だったこともあって「寄せ集め感」が払拭できず、2007年8月期の売上高は計画の3分の1にとどまり、戦略の練り直しを迫られていた。

### 3社の事業統合
一方、FR社は新たなファッション事業として靴小売に進出し、名古屋を拠点にロードサイド店舗による靴小売りチェーン「FOOTPARK」を展開していた株式会社ワンゾーン（本社：愛知県名古屋市中村区名駅4丁目10番25号、旧社名：靴のマルトミ）、大阪市を拠点に「vjw;」「CANDISH」「COO ICI」などのブランド名で婦人靴小売業を手がけていた株式会社ビューカンパニー（本社：大阪市淀川区宮原4丁目3番39号） の2社をM&Aにより傘下に収めた。しかし両社とも苦戦が続いていたため、この2社と株式会社ジーユー（初代）の3社を合併し事業を統合、2008年に「株式会社GOVリテイリング」が誕生。合併にあたってはワンゾーンを存続会社とし、ビューカンパニーは解散した。
経営統合と前後して、ジーユー事業についてはファッション性の追求よりも、ベーシック商品の低価格化を徹底する方向に方針転換。価格帯は全商品の8割をユニクロの半値以下に設定しSPA化を進めた上で、目玉商品として1本990円のジーンズを発売し、これがヒットして業績を牽引する形となり、2009年8月期決算では黒字化を達成した。

### g.u.専業化
経営統合後も、それぞれのブランド名を残したまま運営が続けられていたが（Webサイトもブランド別となっており、GOVリテイリングのカンパニーサイトは存在しなかった）、ブランド数が最大で10以上にも達したため、効率が悪く販売不振に陥っていた。特に靴小売事業については十分な業績が上がらなかったため抜本的なテコ入れを図るべく、ユニクロの名を冠したカジュアルシューズブランドの「UNIQLO SHOES」（ユニクロシューズ）を立ち上げ、さらに旧・ビューカンパニーの「CANDISH」をファッションシューズブランドに位置づけ、靴事業を両ブランドに集約する方針を示した。
さらに2010年4月1日には、会社分割によって靴小売事業をユニクロに譲渡。GOVリテイリングはカジュアルファッションの「g.u.」専業となり、同社の店舗は承継対象外店舗も含め全て閉店もしくは「g.u.」店舗に転換した。
ユニクロに承継された靴小売事業は、専門店の店舗ブランドは「CANDISH」に統一、商品ブランドも「UNIQLO SHOES」「CANDISH」の2ブランド体制に再編され、「FOOTPARK」など残りのブランドは廃止された。しかし目標となる売り上げを達成できず、業績の回復が見込めないことから、ファーストリテイリングの2011年8月期第1四半期の決算発表において「CANDISH」全90店舗の閉店を発表し、「UNIQLO SHOES」もラインナップ数を絞り込んでおり、靴小売事業については規模を大幅に縮小している。
その一方で「g.u.」事業については「低価格のトレンド商品を短いサイクルで販売する」というファストファッションのスタイルが市場に定着し、ブランド全体にトレンド要素を加えたアイテムを拡大したこともあって好調を維持。現在はしまむらと並んで「低価格ファストファッションブランド」としての評価を高めつつある。
出店形態も郊外型（ロードサイド戦略）から都市型（レールサイド戦略）にシフトしつつあり、2010年には初の旗艦店を大阪・心斎橋にオープン、以後、2011年に池袋、2012年に銀座にそれぞれ旗艦店をオープンさせている。これと前後して、2011年9月1日に、社名を現在の「株式会社ジーユー」（2代目）に再変更している。

### g.u.からGUへ
2013年3月5日に「国内向けのファミリー向けブランドから、世界向けのファッションブランドを目指していく」との考えからロゴマークを一新。表記は「g.u.」から「GU」へと変更になり、ロゴマークは青地に黄色の文字のデザインとなった。これは「UNIQLO」の姉妹ブランドとして相並ぶことを意識したもので、佐藤可士和によってデザインされた。

## 沿革

### 株式会社ジーユー（初代）
- 1973年（昭和48年）2月21日 - 株式会社靴のマルトミを設立[1]。
- 2005年（平成17年）3月3日 - ファーストリテイリングが、株式会社ワンゾーン（旧・靴のマルトミ）の株式を100%取得して完全子会社化、靴小売事業に進出[広報 4]。
- 2006年（平成18年）
  - 3月23日 - ファーストリテイリングの完全子会社として、株式会社ジーユーを設立。
  - 10月13日 - 「g.u.」1号店（ダイエー南行徳店内）開店。

### 株式会社GOVリテイリング
- 2008年（平成20年）
  - 7月3日 - ファーストリテイリングが、株式会社ビューカンパニーの株式を100%取得して完全子会社化[広報 5]。
  - 8月20日 - ビューカンパニーの事業を株式会社ワンゾーンに事業譲渡して統合。
  - 8月31日 - ジーユーの事業を株式会社ワンゾーンに事業譲渡して統合。
  - 9月1日 - 株式会社ワンゾーンが「株式会社GOVリテイリング」に商号変更。
- 2009年（平成21年）
  - 3月10日 - 「990円ジーンズ」の発売開始を発表。1年間で100万枚を売る大ヒットとなる。
- 2010年（平成22年）
  - 4月1日 - 会社分割によって靴小売事業を株式会社ユニクロに承継、株式会社GOVリテイリングは「g.u.」専業となる。
  - 10月22日 - 初の旗艦店を大阪・心斎橋にオープン（グローバル旗艦店として移転したユニクロ心斎橋店の跡地）。
- 2011年（平成23年）
  - 4月29日 - 関東初の旗艦店を東京・池袋に「池袋東口店」としてオープン（旧・キンカ堂池袋店本館跡地の改装）。

### 株式会社ジーユー（2代）
- 2011年（平成23年）
  - 9月1日 - GOVリテイリングが「株式会社ジーユー」に再度商号変更。
- 2012年（平成24年）3月30日 - 東京・銀座に3番目の旗艦店「銀座店」をオープン（グローバル旗艦店として移転したユニクロ銀座店の跡地）。
- 2013年（平成25年）
  - 3月5日 - ブランドロゴを「g.u.」から「GU」に変更。
  - 9月30日 - 海外1号店「ジーユー ユニクロ上海店」オープン。
- 2014年（平成26年）9月19日 - 台湾1号店となる「ジーユーATT4FUN店」オープン
- 2015年（平成27年）
  - 6月4日 - 「ガウチョパンツ」が発売から2ヶ月で100万枚を売り上げたと発表。
  - 10月23日 - 和歌山県和歌山市に「和歌山永穂店」がオープン。これにより、全都道府県への出店を達成[広報 9]。
- 2017年（平成28年）3月31日 - 香港1号店となる「ジーユー 美麗華商場店」オープン。
- 2018年（平成29年）
  - 8月13日 - 「マシュマロパンプス」発売開始。1年で170万足売れる大ヒットとなる。
  - 9月14日 - 韓国1号店となる「ジーユー ロッテワールドモール店」オープン。
- 2019年（令和元年）
  - 11月22日 - 中国広州に初出店となる「ジーユー 広州維多利広場店」オープン。
  - 12月10日 - 2020年春夏事業発表会にて「生活者・生産者・地球」の3つを軸に事業を推進する「コネクト宣言」を発表。
- 2022年（令和4年）
  - 10月7日 - アジア以外では初となるアメリカのニューヨークで店舗をオープン[7]。「ユニクロ並みを目指す」と発表された。

## テレビ番組
- 日経スペシャル カンブリア宮殿 シリーズ企画「大失敗社長の逆転劇 第1弾」 "ユニクロ野菜"の大失敗から年商2300億円！ 激安＆大満足アパレルでカリスマを唸らせた男（2020年2月6日、テレビ東京）[8]
- GU MANIA LEADER AUDITION（2024年7月 - 、ABEMA）　GUが主催するオーディション番組。Z世代ハイティーン向け情報バラエティ番組「ハイティーン・バイブル」の内で実施。GUの公式ファンコミュニティ「GU MANIA」のリーダーを決めるもので、厳正な審査を通過した12人の中からGUのWEB広告や公式SNS、ポスターなどに出演し、ブランドメッセージや商品の魅力、ファッションの楽しさを発信していく1人を選出する。[9]オーディションの結果、金谷鞠杏（GENIC）がGU MANIA READERに選ばれた。

## 広告・CM・SNSに出演した有名人
- 白石聖[10]
- 横田真悠[11]
- 中村ゆりか[12]
- 水川あさみ[13]
- 中条あやみ[13][14]
- 香椎由宇[15]
- 波瑠[15]
- 山本美月[15]
- 前田敦子[16]
- きゃりーぱみゅぱみゅ[17]
- 福士蒼汰[18]
- ゆうたろう
- 今田美桜
- ハロー!プロジェクト - ※以下、各グループからの選抜メンバー[19]
  - モーニング娘。'23
    - 生田衣梨奈
    - 羽賀朱音
    - 岡村ほまれ

  - アンジュルム
    - 伊勢鈴蘭
    - 橋迫鈴
    - 為永幸音

  - Juice=Juice
    - 段原瑠々
    - 井上玲音
    - 石山咲良

  - つばきファクトリー
    - 山岸理子
    - 谷本安美
    - 河西結心

  - BEYOOOOONDS
    - 山﨑夢羽
    - 平井美葉
    - 小林萌花

  - OCHA NORMA
    - 広本瑠璃
    - 米村姫良々
    - 北原もも

#### 広報資料・プレスリリースなど一次資料
1. 1 2 3 4 5 6 7 8  “株式会社ジーユー 第48期決算公告・個別注記表”.   株式会社ジーユー (2020年11月26日). 2021年2月7日閲覧。
2. ↑  『新ブランドの設立に伴う株式会社ダイエーとの業務提携に関するお知らせ』（プレスリリース）株式会社ファーストリテイリング、2006年1月26日。
3. ↑  新ブランド「g.u.（ジーユー）」いよいよ始動 (PDF)  株式会社ファーストリテイリング、2006年7月20日
4. 1 2  株式会社ワンゾーン（旧 株式会社靴のマルトミ）の株式取得に関するお知らせ (PDF)  株式会社ファーストリテイリング、2005年3月3日
5. 1 2  IRニュース 株式会社ビューカンパニーの完全子会社化に関するお知らせ 株式会社ファーストリテイリング、2008年3月19日
6. ↑  IRニュース 子会社 株式会社ビューカンパニー 解散に関するお知らせ 株式会社ファーストリテイリング、2008年12月18日
7. ↑  『g.u.の新価格宣言 ～ケタ違いを、はく　￥990　g.u.のジーンズ～』（プレスリリース）株式会社GOVリテイリング、2009年3月10日。
8. ↑  『ユニクロの靴事業　店名を"CANDISH"に統一し、秋の新商品シリーズ販売』（プレスリリース）株式会社ユニクロ、2010年8月31日。
9. ↑  『この秋もGUは全国に22店舗の新店をオープンします！』（PDF）（プレスリリース）株式会社ジーユー、2015年8月28日。